# Husensjöskolan

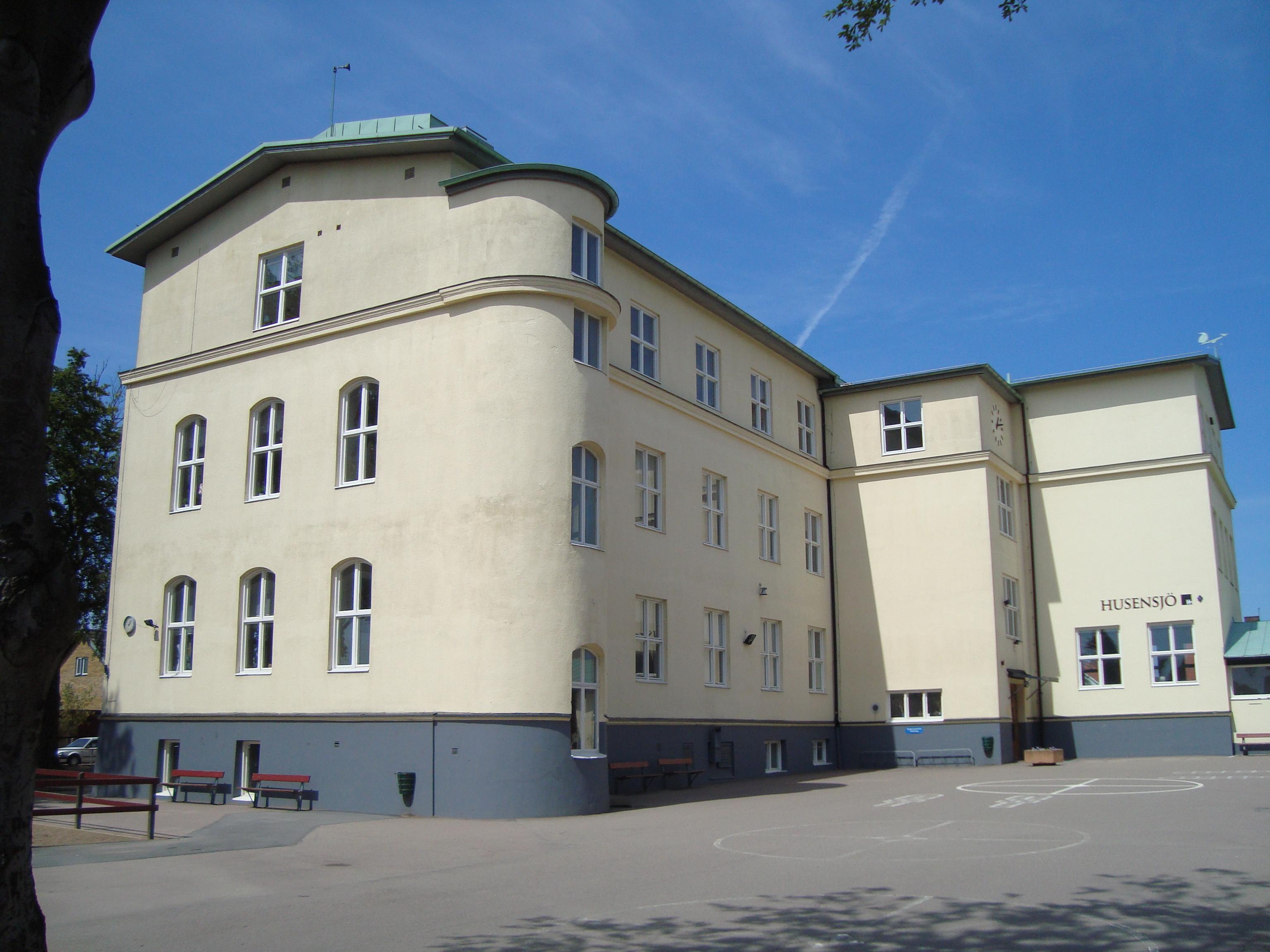
Husensjöskolan i Helsingborg.

Husensjöskolan är en grundskola i Helsingborg. Huvudbyggnaden uppfördes 1910 efter ritningar av arkitekten Carl E. Rosenius. Huvudentreprenör för byggnadsarbetet var byggmästaren Ferdinand Landberg i Råå. På-, till- och ombyggnad 1930-35 av byggnaden ritad av arkitekt Arvid Fuhre.
Skolan har ca 350 elever i årskurs F–6. 
Småskolan byggd 1954 - 55.